# 村本孜
村本 孜（むらもと つとむ、1945年 - ）は、日本の経済学者。成城大学名誉教授。初代成城大学社会イノベーション学部長、独立行政法人中小企業基盤整備機構副理事長、金融庁参与、生活経済学会会長などを歴任した。中小企業研究奨励賞等受賞。2025年、瑞宝中綬章受章。

## 人物・経歴
神奈川県生まれ。栄光学園中学校・高等学校を経て、1968年横浜市立大学商学部経済学科卒業。1970年一橋大学大学院商学研究科修士課程修了。1973年同博士課程修了。指導教官小泉明。
1973年成城大学経済学部専任講師。同助教授を経て、1984年から教授。1997年成城大学経済学部長。1999年郵政省郵政研究所客員研究官。2000年成城大学大学院経済学研究科長。2005年初代成城大学社会イノベーション学部長。2006年独立行政法人中小企業基盤整備機構副理事長。2009年初代成城大学大学院社会イノベーション研究科長。2016年神戸大学経済経営研究所リサーチフェロー。
この間、金融庁参与、学校法人成城学園監事、独立行政法人経済産業研究所ファカルティフェロー、生活経済学会会長、日本金融学会常任理事、日本知的資産経営学会副会長、一般社団法人移住・住みかえ支援機構監事等を歴任した。1972年内藤記念賞受賞。1995年『制度改革とリテール金融』で商工総合研究所中小企業研究奨励賞受賞。1998年同書で生活経済学会賞受賞。2005年簡易保険加入者協会簡易保険特別功労賞受賞。
中小企業庁中小企業政策審議会基本政策部会長、総務省情報政策審議会郵政政策部会長、金融庁金融機能強化審査会会長、国土交通省独立行政法人評価委員会住宅金融支援分科会長など各種審議会委員も務め、2018年には座長を務めた金融庁金融仲介の改善に向けた検討会議の報告書で、十八銀行とふくおかフィナンシャルグループの統合を提言し、金融庁と対立していた山田昭典公正取引委員会事務総長からは「内容に疑問がある」と批判を受けた。